# Nowe Czarnowo

Plan okolic elektrowni Dolna Odra

Nowe Czarnowo (niem.: Neu Zarnow) – wieś w Polsce położona w województwie zachodniopomorskim, w powiecie gryfińskim, w gminie Gryfino.
W latach 1975–1998 miejscowość administracyjnie należała do województwa szczecińskiego.
Nowe Czarnowo jest rozległą wsią, przedzieloną drogą krajową nr 31 i linią kolejową nr 273 Szczecin – Wrocław (we wsi znajduje się stacja kolejowa Dolna Odra oraz dawniej przystanek Nowe Czarnowo) na dwie części, część starą i nowe osiedle, znacznie od siebie oddalone. Osiedle jest to część wsi obejmująca teren Elektrowni Dolna Odra S.A. i wielu firm produkcyjno-usługowych oraz dom pomocy społecznej. Teren posiada wyraźną funkcję przemysłową. Na obszarze Nowego Czarnowa do 2029 PGE ma uruchomić największy w Polsce i jeden z największych europejskich bateryjnych magazynów energii elektrycznej o mocy 400 MW. Bank energii Gryfino stanowić będzie połowę planowanych do osiągnięcia przez koncern zdolności magazynowania energii w roku 2030 i ma zapewnić możliwość zmagazynowania energii wytworzonej w farmach wiatrowych oraz wzmocnić poziom bezpieczeństwa krajowej sieci energetycznej. 
Nowe Czarnowo jest wsią typu ulicowego, dawniej było osadą wypoczynkową i sanatoryjną. Jej oblicze zmieniło się po wybudowaniu elektrowni o nazwie „Dolna Odra”. Ciepłe wody zrzutowe elektrowni są wykorzystywane do hodowli ryb. W obrębie miejscowości znajduje się Krzywy Las – partia lasu sosnowego z drzewami o łukowato wygiętych pniach koło Elektrowni Dolna Odra.